# 모즈역
모즈역(일본어: 百舌鳥駅, もずえき 모즈에키[*])은 일본 오사카부 사카이시 사카이구에 위치한 서일본 여객철도의 역이다. 모즈(百舌鳥)라는 지명은 원래 지빠귀라는 뜻으로, 가나보다 한자의 수가 많은 지명으로 유명하다.
주변에 모즈 고분군이 있으며 모즈 역은 고분군의 중심인 닌토쿠 천황릉 (다이센료 고분)에서 가장 가까운 역이다.

## 역 구조
상대식 승강장으로 2면 2선의 지상역이다. 상하행선 개찰구가 따로 따로 존재하기 때문에 횡단이 불가능하다. 상하행별 개찰구는 모두 히네노 방면에 설치되어 있다. 개찰구와 승강장과는 경사면으로 연결되어 있는 구조지만 배리어 프리 면에서는 우수한 형태이다. 덧붙여 상행선 쪽의 역사 앞에는 2010년 2월 완성을 목표로 배리어 프리 대응 화장실의 설치 공사가 진행되고 있다. 역 업무는 서일본 여객철도 교통 서비스에 위탁되어 있다.
이코카 및 제휴 교통카드의 사용이 가능하다.

### 승강장
| 1 | ■ 한와 선 | 오토리 · 간사이 공항 · 와카야마 방면 |
| 2 | ■ 한와 선 | 덴노지 · 오사카 방면                 |

## 역사
- 1929년 7월 18일: 한와 전기 철도 덴노지역 ~ 이즈미후추역 간의 개업과 동시에 닌토쿠고료마에 정류장으로서 신설되었다.
- 1938년 5월: 모즈고료마에 정류장으로 개칭되었다.
- 1940년 12월 1일: 회사 간 인수 합병에 따라 난카이 전기 철도 야마테 선의 소속이 되었다.
- 1944년 5월 1일: 국유화에 따라 일본국유철도의 소속이 됨과 동시에 역으로 승격하였다.
- 1987년 4월 1일: 민영화에 따라 서일본 여객철도의 소속이 되었다.
- 2003년 11월 1일: 이코카의 사용이 개시되었다.

## 인접정차역
| 서일본 여객철도 한와 선  | 서일본 여객철도 한와 선 | 서일본 여객철도 한와 선  |
| ------------------------ | ----------------------- | ------------------------ |
| 미쿠니가오카 덴노지 방면 | ■ 한와 선 보통          | 우에노시바 와카야마 방면 |